# Бубер, Мартин
Ма́ртин Бу́бер (нем. Martin Buber, ивр. מרטין בובר‎, идиш מארטין בובער‎; 8 февраля 1878 года, Вена, Австро-Венгрия — 13 июня 1965 года, Иерусалим, Израиль) — немецкий и израильский философ-экзистенциалист, персоналист и теоретик  религиозного сионизма. Один из представителей философии диалога, развивал идею диалогического персонализма. 
Бубер − один из самых влиятельных философов середины XX века. Был безуспешно номинирован десять раз на Нобелевскую премию мира и семь раз — на Нобелевскую премию по литературе. Самая известная работа — «Я и Ты» (1923).
Уроженец Австро-Венгрии, жил и работал также в Германии, Швейцарии и Израиле.

## Биография

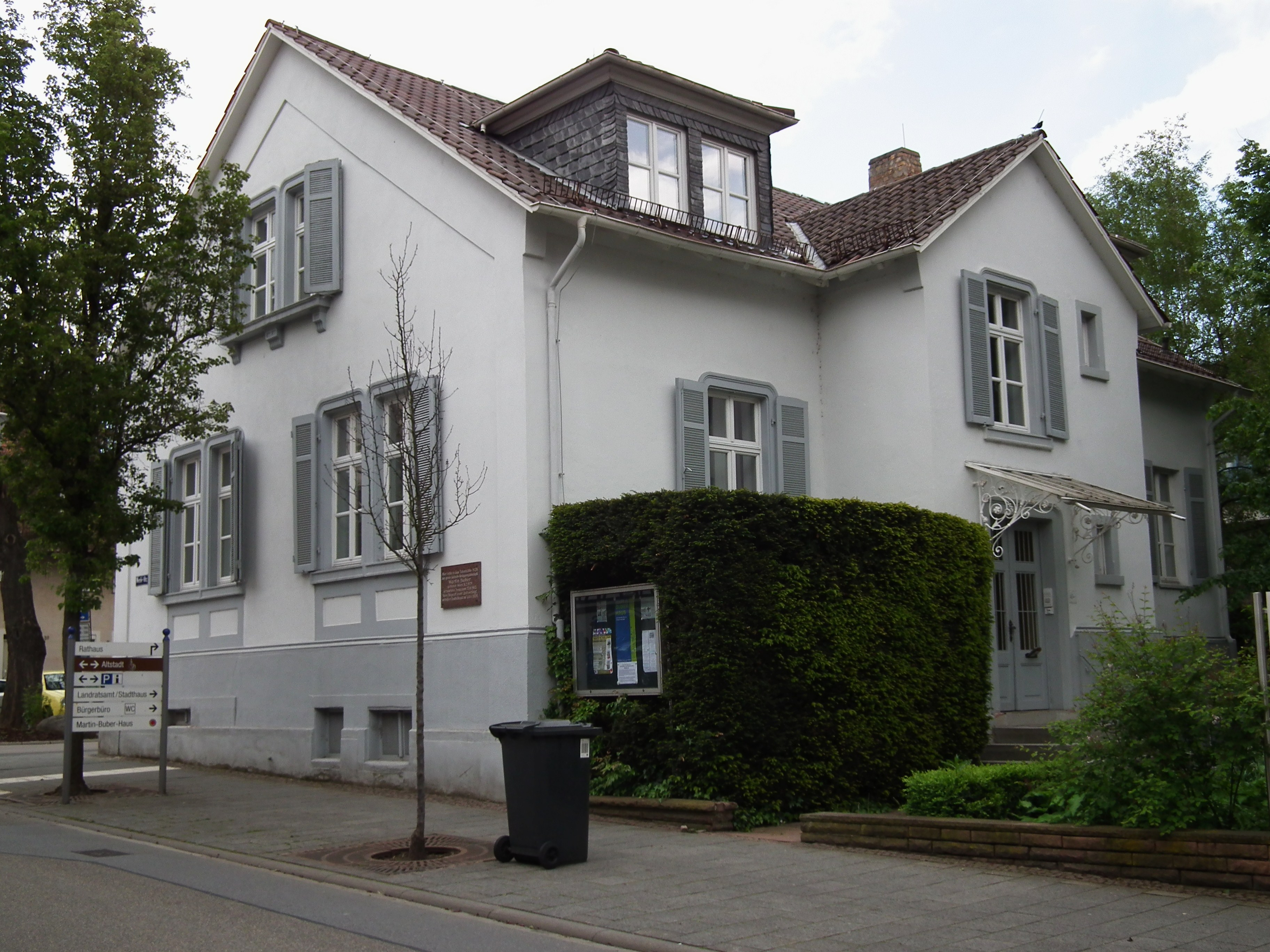
Дом Мартина Бубера в Хеппенхайме (Германия)

Родился в Вене, столице Австро-Венгрии, в еврейской семье родом из Галиции. Он был сыном Карла (Кусиеля Залмана) Бубера (1848—1935), успешного предпринимателя, который занимался добычей зерна, нефти и фосфатов. Принадлежал к реформистскому (либеральному) иудаизму в первоначальном (до 1980-х) значении этого понятия. Матерью Мартина Бубера была Элиза Бубер (урождённая Вургафт, 1858—?), актриса из Одессы.
После развода родителей, когда ему было четыре года, его воспитывал дед Шая Абрам Бубер в Лемберге (Львове). Бубер с детства говорил на идише и немецком.
Бубер начал читать труды Иммануила Канта, Сёрена Кьеркегора и Фридриха Ницше. Последние два, в частности, вдохновили его на изучение философии. В 1896 году Бубер поехал на учёбу в Вену (изучал философию, историю искусства, германистику и филологию). Также получил образование в университетах Берлина, Цюриха и Лейпцига.
В 1898 году присоединился к сионистскому движению, с 1920-х годов, склоняясь к идее арабо-еврейского двунационального государства. В 1911 году выступал с лекциями в Берлине, в экспрессионистском «Новом клубе». В 1924—1933 — профессор философии иудаизма и этики в университете Франкфурта-на-Майне.
В 1930 году Бубер стал почётным профессором Университета Франкфурта-на-Майне, но покинул пост профессора в знак протеста сразу после прихода к власти Адольфа Гитлера в 1933 году. Новые нацистские власти запретили ему преподавать и он эмигрировал из Германии в Швейцарию, а затем (1938) в Палестину, где до 1951 года был профессором социологии Иерусалимского университета, читая лекции по антропологии и вводной социологии. В Германии он основал Центральное управление еврейского образования для взрослых, которое становилось всё более важным органом, поскольку немецкое правительство не допускало евреев к ряду институтов государственного образования.
После создания государства Израиль в 1948 году Бубер стал самым известным израильским философом.
После Второй Мировой войны Бубер начал читать лекции в Европе и Соединённых Штатах. В 1952 году полемизировал с Юнгом о существовании Бога, занимая при этом теистическую позицию.
Был в 1960—1962 годах первым президентом Академии наук Израиля. В 1963 году стал лауреатом премии Эразма в Нидерландах.

Мартин Бубер скончался в своём доме в районе Тальбия в Иерусалиме 13 июня 1965 года.

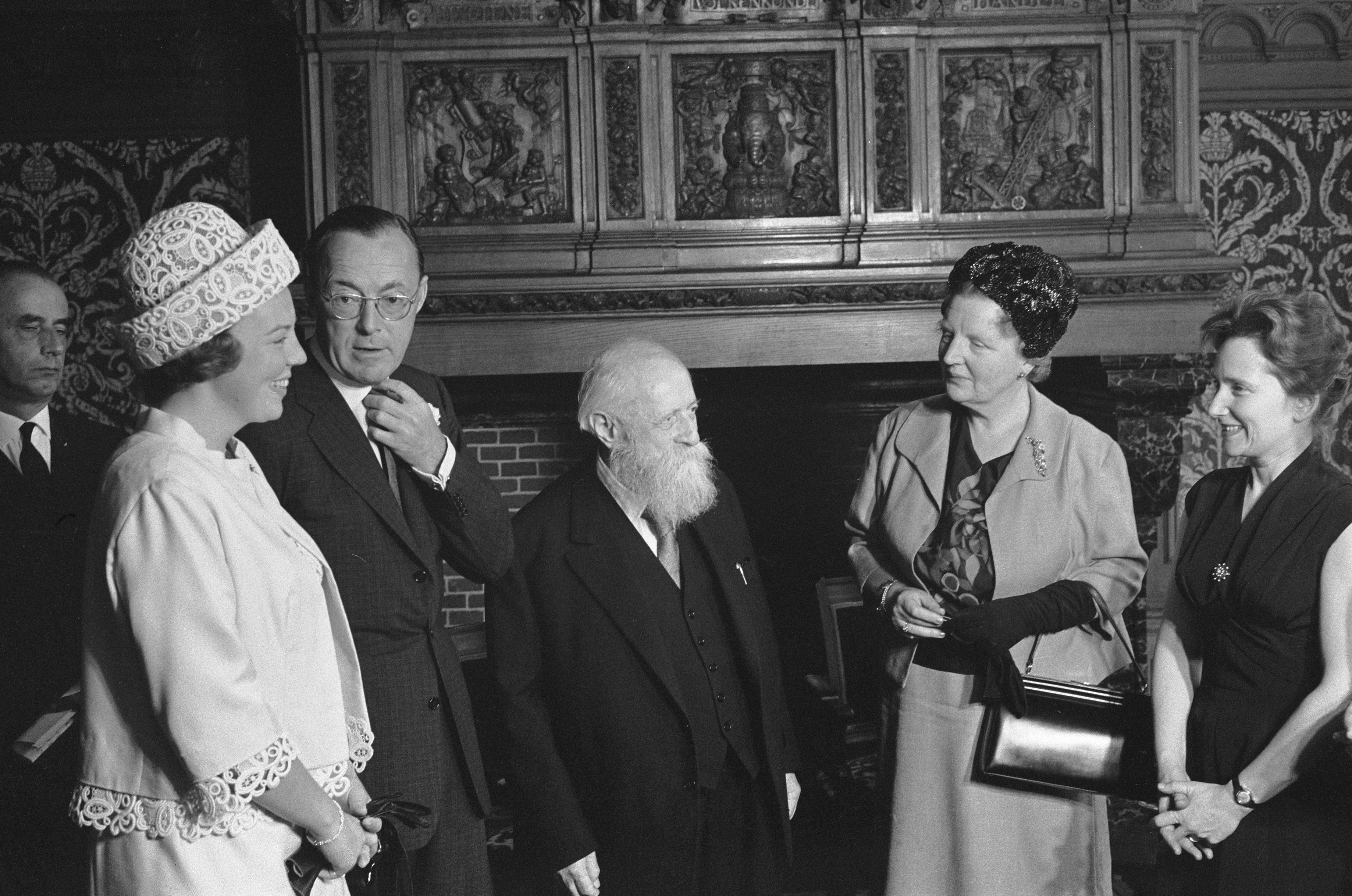
Слева направо: принцесса Беатрикс, принц Бернард, Мартин Бубер и королева Юлиана. Амстердам, 1963 год

## Философия
Бубер известен своим тезисом о диалогическом существовании, который он описал в книге «Я и ты». Однако, его работы касались ряда вопросов, включая религиозное сознание, современность, концепцию зла, этику, образование и библейскую герменевтику.
В политическом плане социальная философия Бубера с точки зрения префигурации совпадает с философией анархизма, хотя Бубер явно отказался от принадлежности ещё при жизни и оправдывал существование государства в ограниченных условиях.

### Философия диалога
Центральная идея философии Бубера — фундаментальная ситуация сосуществования Я с другой личностью, существования, как «со-бытия» с другими людьми. Развивая идеи «Философии Диалога», восходящей к Марбургской школе неокантианства, Бубер много сделал для популяризации понятия «Диалог» и связанной с ним философской системы, так что он на сегодня является гораздо более известным в мире диалогистом, чем его друг и коллега Франц Розенцвейг или Ойген Розеншток-Хюсси.
Основные идеи буберовского диалога изложены в книге «Я и Ты», написанной с пророческим пафосом, возможно, под влиянием Ницше. В работе Бубер противопоставляет отношение «Я — Ты» и «Я — Оно», где первое — любовный «диалог», живое межличностное отношение, а второе — повседневное утилитарное отношение, соответствующее аристотелевской логике. Бубер считал, что Я — Ты отношение возможно не только к человеку, но и, например, к дереву: в этом случае вместо биологических или физических характеристик дерева я буду иметь дело с его ценностной, духовной природой. В этом смысле Бубер сопоставлял Я—Ты отношение с полинезийским термином «мана», введённым в оборот Брониславом Малиновским, который описывал «ману» как дорелигиозное озарение при внезапном ощущении духовной силы, стоящей за тем или иным явлением. Два типа отношения, по концепции Бубера, порождают два противоположных образа мира; человек не может постоянно пребывать в состоянии Я — Ты отношения, но «тот, кто живёт лишь Оно — не человек».
В работе «Два образа веры» Бубер противопоставляет греческий рациональный подход к миру, сопряжённый с визуальным восприятием, — библейскому духу, связанному с восприятием звуковым. Первый, с его точки зрения, порождает веру как уверенность в той или иной информации, второй же — веру как доверие, живое отношение. Бубер пытается показать на примере Нового Завета, как в ранней истории христианства произошёл отход от библейской веры-доверия (эмуны) к греческой вере-знанию (пистис).
Будучи учеником Дильтея, Бубер со студенческих лет изучал мистические движения в разных религиях. Этот опыт «вживания» в чужой религиозный опыт оказал значительное влияние на его философское наследие. Так, Бубер посвятил много лет собиранию легенд, относящихся к еврейскому религиозному течению хасидизма, итогом чего стала книга «Хасидские предания», первый том которой был дважды переведён на русский язык. По мнению Бубера, в центре хасидизма оказывается совершенно новый литературный жанр — история, которая только и способна передать живое отношение между Я и Ты. Гершом Шолем, основатель академического исследования еврейской мистики, критиковал Бубера за игнорирование философского наследия хасидизма.

### Религиозные взгляды
Бубер отвергал название «философ» или «богослов», утверждая, что его не интересуют идеи, а только личный опыт, и он не может обсуждать Бога, а только отношения с Богом. В основе богословия Бубера лежала его теория диалога — идея о том, что важно не понимание Бога в абстрактных, интеллектуальных терминах, а вступление в отношения с ним. Такие отношения, по его мнению, возможны лишь тогда, когда мы устанавливаем диалог, основаный на личном опыте. Таким образом, Бубер развивал религиозную философию персонализма.
Бубер в религиозной парадигме подчёркивал центральную роль теизма и критиковал «транстеистическую позицию» Пауля Тиллиха (идея Бога как самобытие или Бог над Богом теизма) как возведение Бога к безличному, «необходимому существу» Фомы Аквинского. 

## Сионистские взгляды
Подходя к сионизму со своей личной точки зрения, Бубер не соглашался с Теодором Герцлем в отношении политического и культурного направления сионизма. Герцль не видел сионизм как движение с религиозными целями. Напротив, Бубер считал, что сионизм имеет потенциал для социального и духовного обогащения. Например, Бубер утверждал, что после образования израильского государства необходимо провести реформы иудаизма: «Нам нужен кто-то, кто сделал бы для иудаизма то, что Папа Иоанн XXIII сделал для Католической Церкви». Герцль и Бубер будут продолжать, во взаимном уважении и несогласии, работать над достижением соответствующих целей до конца своей жизни.
В начале 1920-х годов Мартин Бубер начал выступать за двунациональное еврейско-арабское государство, заявляя, что еврейский народ должен провозгласить «своё желание жить в мире и братстве с арабским народом и развивать общую родину в республику, в которой оба народа будут иметь возможность свободного развития».
После создания Израиля в 1948 году Бубер выступал за участие Израиля в федерации государств «Ближнего Востока», более широкой, чем просто Палестина.

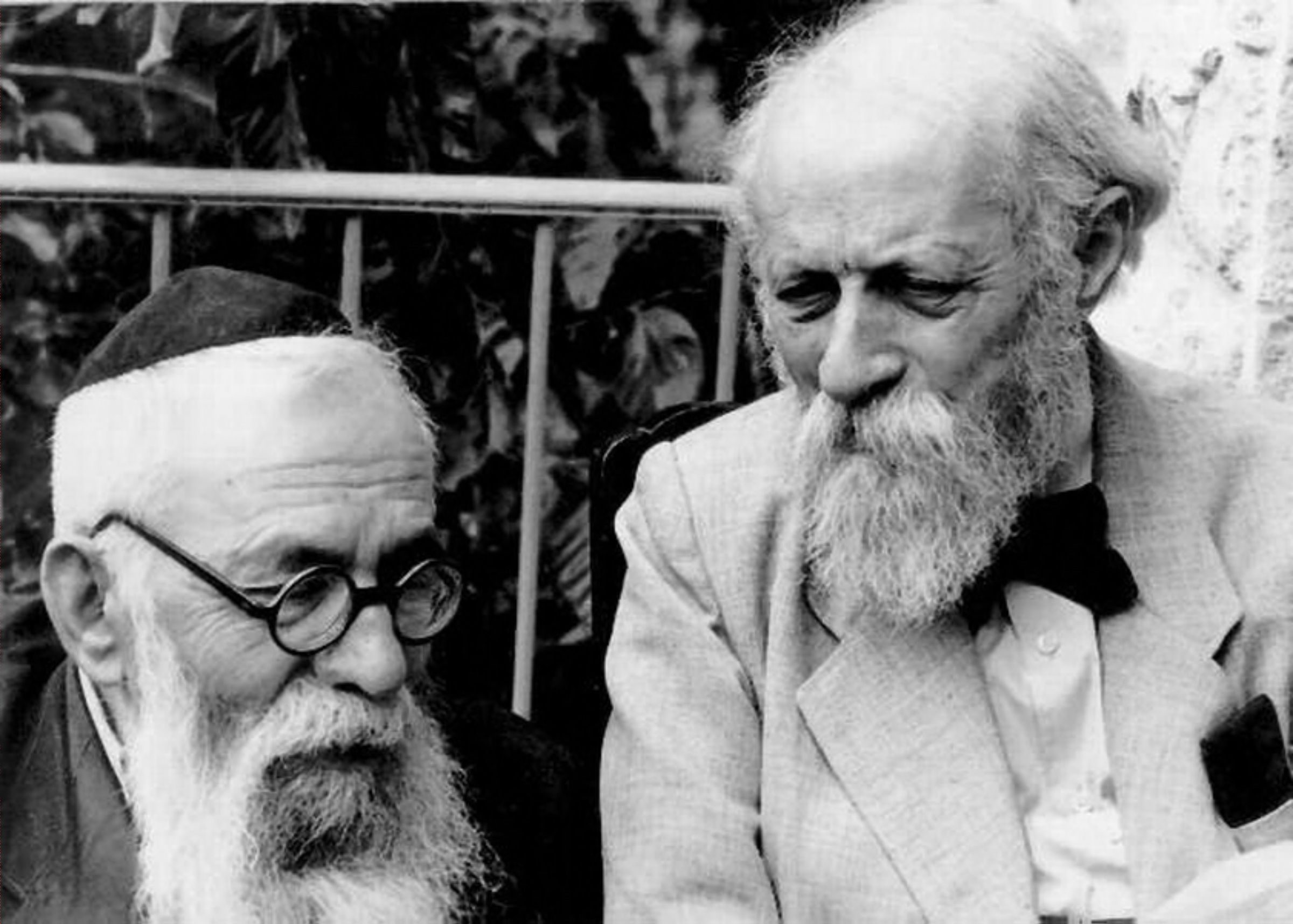
Мартин Бубер и раввин по имени Биньямин в Палестине (фото 1930-е годов).

## Личная жизнь
В 1899 году, во время учёбы в Цюрихе, Бубер встретил свою будущую жену, Паулу Винклер, католическую писательницу из баварской крестьянской семьи, которая в 1901 году покинула католическую церковь, а в 1907 году приняла иудаизм.
У Бубера и Паулы было двое детей: сын Рафаэль Бубер и дочь Ева Штраус-Штайниц. У Рафаэля в браке с Маргаритой Бубер-Нойман родились дети, внуки Мартина: Барбара Гольдшмидт (1921—2013) и Юдит Бубер-Агасси (1924—2018). Жена Бубера Пола Винклер умерла в 1958 году в Венеции.
Бубер был вегетарианцем.
Он исповедовал ортодоксальный иудаизм, а именно ортодоксальный модернизм.

## Память
Второй еврейский институт в Германии, основанный в 1966 году в Кёльнском университете, называется Институт еврейских исследований Мартина Бубера.
Институт Бубера Розенцвейга был основан в Университете Иоганна Вольфганга Гете во Франкфурте-на-Майне в феврале 2021 года для исследования современного иудаизма.
«Общество Мартина Бубера», основанное в 2000 году, стремится «пробудить и углубить знания и понимание Мартина Бубера, способствовать исследованию и презентации его работы, его личности и его времени».

## Награды
Лауреат израильской литературной премии имени Бялика (1961) и премии Эразма (1963).

### Сочинения М. Бубера
- Бубер М. «Хасидские предания»
- Бубер М. «Я и Ты»
- Бубер М. «Два образа веры»
- Бубер М. «Образы добра и зла»
- Бубер М. «Проблема человека»
- Бубер М. «Гог и Магог»

### Русские переводы
- Бубер М. Изречённое слово (пер. А. Н. Портнов) // Философия языка и семиотика. — Иваново: ИвГУ, 1995. — С. 203—213.
- Бубер М. Хасидские истории. Первые учителя. (пер. с английского и немецкого) // Мосты культуры — 2006. 523 стр. ISBN 978-5-93273-296-2
- Бубер М. Встреча с монистом. Демон во сне (пер. А. Н. Портнов) // Личность. Культура. Общество. — 2008. — Вып. 1 (40). — С. 21-31.
- Бубер М. Изречённое слово (пер. А. Н. Портнов) // Личность. Культура. Общество. — 2008. — Вып. 2 (41). — С. 19-27.
- Бубер М. Десять ступеней. Хасидские высказывания, собранные и изданные Мартином Бубером. (пер. с английского языка М. Гринберга // Мосты культуры/Гешарим — 2017. 144 стр. ISBN 978-5-93273-478-0
- Бубер М. Хасидские истории. Поздние учителя. // Мосты культуры — 2017. 376 стр. ISBN 978-5-93273-296-2.